# Мраович, Милан
Милан «Симич» Мраович (серб. Милан "Симић" Мраовић; 6 октября 1919, Вргинмост — 21 августа 1943, Доня-Купчина) — югославский рабочий, партизан Народно-освободительной войны Югославии и Народный герой Югославии.

## Биография
Родился 6 октября 1919 в Вргинмосте в семье рабочих. Окончив школу, в 1940 году был призван в Королевскую армию Югославии, встретил в её составе Апрельскую войну. В мае 1941 года был объявлен в розыск усташами, после этого объявления Милан сбежал из Карловаца в Кордун, где встретился с коммунистами. С их помощью он организовал вооружённое движение в родном Вргинмосте.
По распоряжению Главного штаба НОАЮ Хорватии 15 апреля 1942 с группой партизан Милан прибыл в Жумберак. В июне 1942 года его приняли в Компартию Югославии, 9 августа он уже был назначен заместителем командира батальона имени Иосипа Краша, а вскоре и сам возглавил батальон. После формирования 13-й пролетарской ударной бригады Милан был назначен командиром 2-го батальона. В составе 13-й бригады сражался близ Жумберки и Покупле.
Погиб в бою 21 августа 1943 года близ Дони-Купчины. 14 декабря 1949 указом Президиума Народной Скупщины ФНРЮ был посмертно награждён орденом и званием Народного героя Югославии.